# Sophie Turner (modella)
Sophie Turner (Melbourne, 30 aprile 1984) è una modella e personaggio televisivo australiana.

## Biografia
Sophie Turner cresce nel sud dell'Australia, ultima di quattro fratelli. Acquisisce la notorietà partecipando al programma australiano Search for a Supermodel.
Soprannominata "The Saucy Aussie" ("L'australiana impertinente"), la Turner gira il mondo, dal Giappone agli Stati Uniti e attraverso l'Europa, lavorando per Bill Blass, Nicole Miller, Collette Dinnigan, Rene Rofe e altri. Il suo successo come modella spazia dalla pubblicità, alla fotografia glamour, ai costumi da bagno.
Nel 2010, dopo essere apparsa ricorrentemente su SportsIllustrated.com e Maxim.com, Sophie Turner diventa rapidamente la nona tendenza più cercata su Google nel mondo. In seguito viene coinvolta in una competizione fra celebrità, in cui il suo fondoschiena viene paragonato a quello di Kim Kardashian: questa vicenda catapulta la Turner al secondo posto fra le parole più cercate su Google.

## Filmografia
- Manhattanites (2008)
- Lights Out (2010)
- A Losers Guide (2010)
- The Mandarin Orange Boy (2010)
- One Hopes Evening (2011)
- Boy Toy (2011)
- The Devil's Dozen (2012)
- The Martini Shot (2012)